# Necropoli di Partulesi
La necropoli di Partulesi è un sito archeologico situato nel Logudoro, regione storica della Sardegna settentrionale. Amministrativamente fa parte del comune di Ittireddu, nella città metropolitana di Sassari, e si trova a circa un chilometro ad est del centro abitato.

Il complesso, cronologicamente collocabile tra il Neolitico finale (cultura di Ozieri, 3200-2800 a.C.) e l'Eneolitico, è situato su un ampio affioramento di roccia tufacea ed è costituito da 26 domus de janas. Le domus, disposte sul costone a diversi livelli, sono di tipo pluricellulare, ossia composte da più vani; la gran parte di queste presenta una tipologia di accesso a dromos (corridoio scavato nella roccia) e solo alcune sono ad accesso diretto.
Diverse sepolture sono adornate al proprio interno da nicchie e coppelle circolari (forse utilizzate per riporvi cibo o essenze) e dalla riproduzione in bassorilievo di elementi architettonici presenti nelle abitazioni degli abitanti del tempo: architravi, lesene, cornici, false porte e, nel soffitto, travi e travetti, al fine di riprodurre all'interno della tomba l'ambiente domestico che fu del defunto.

Spicca fra gli ipogei la tomba XIV, ripresa in età del Bronzo (1800-1600 a.C.) e modificata in "tomba a prospetto architettonico" (altezza m 2,75; larghezza m 0,60); risulta infatti riprodotta sulla fronte dell'ipogeo una stele centinata - il monolito verticale che caratterizza le tombe dei giganti - secondo una tecnica decorativa piuttosto frequente nel Sassarese.

## Galleria d'immagini

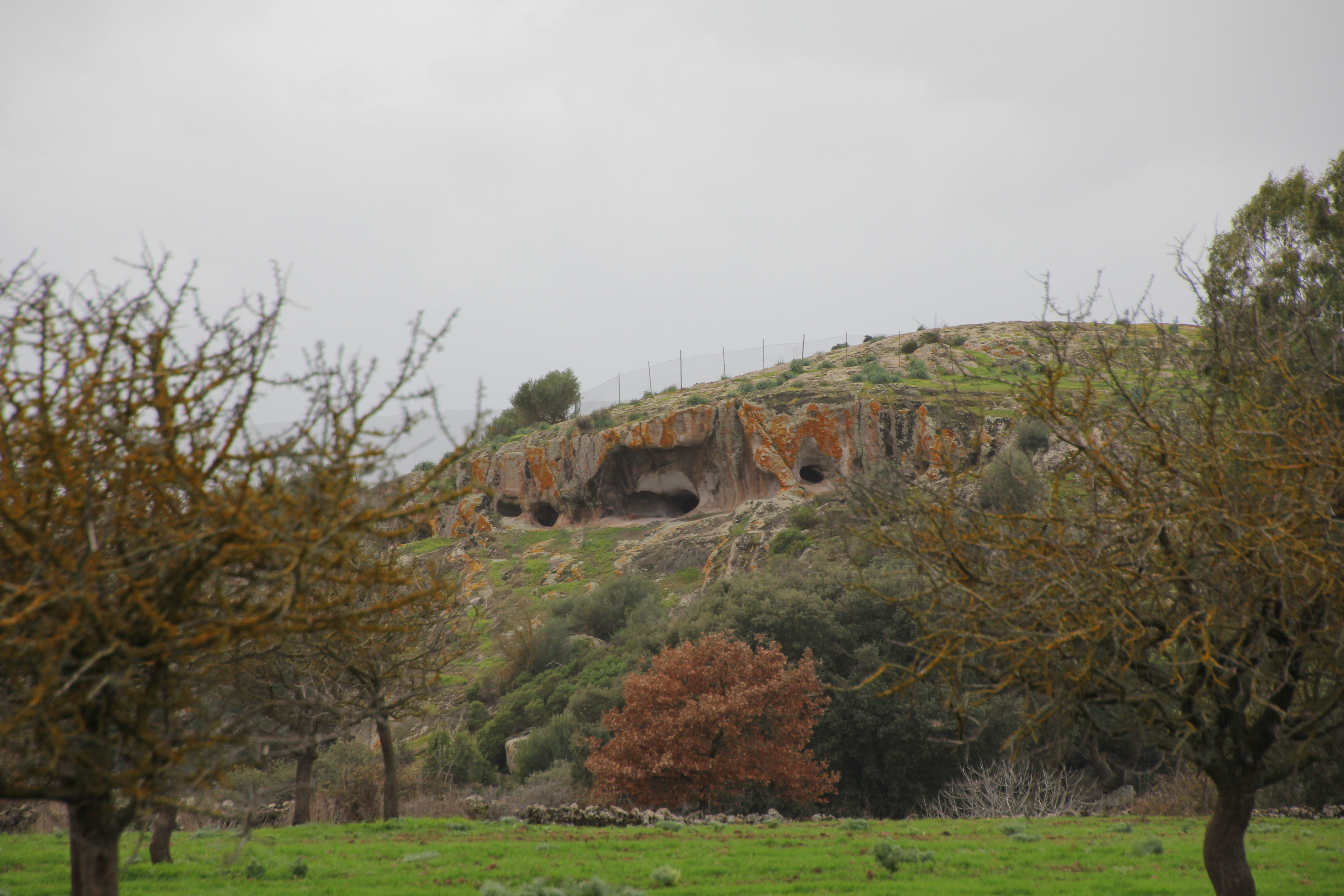
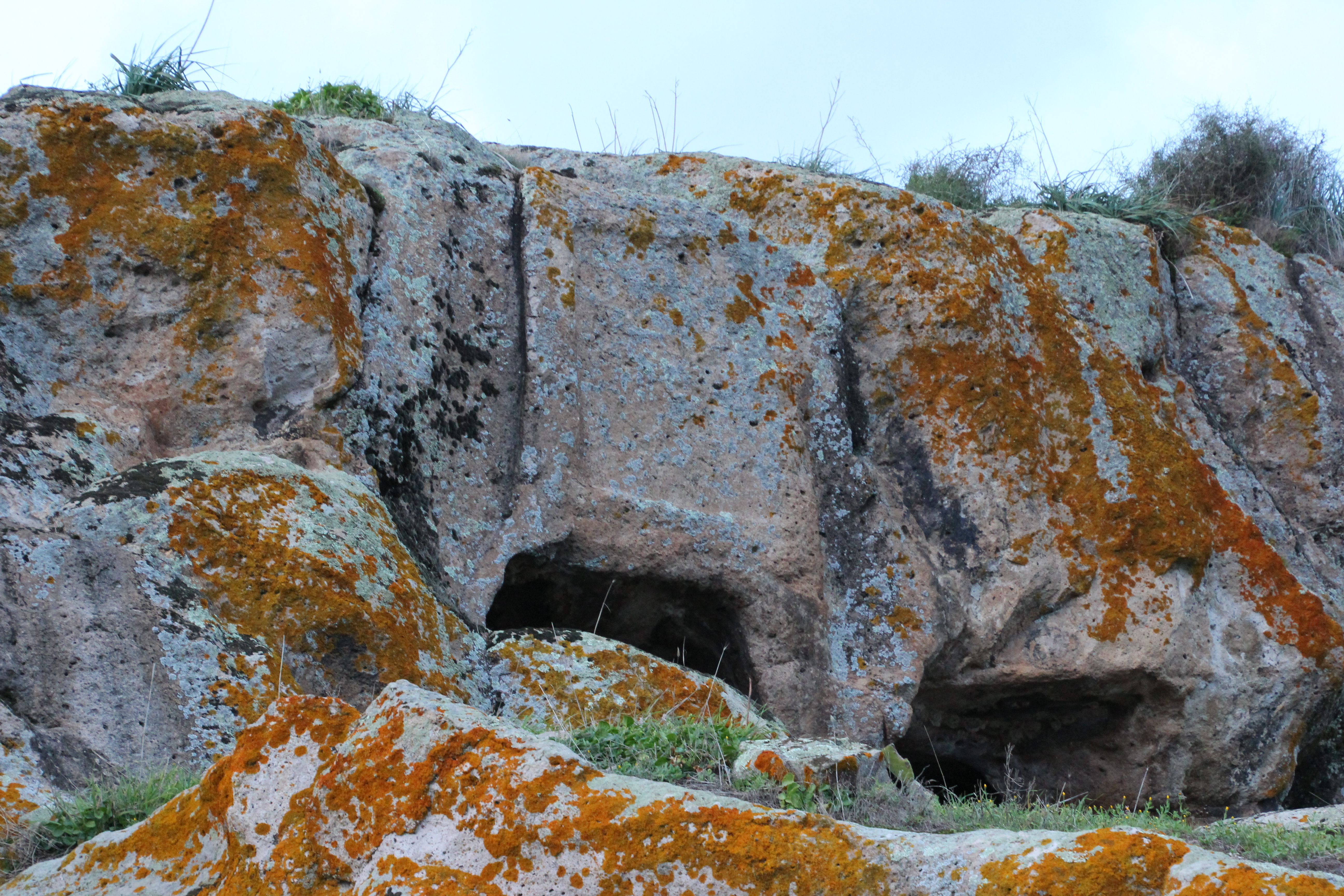
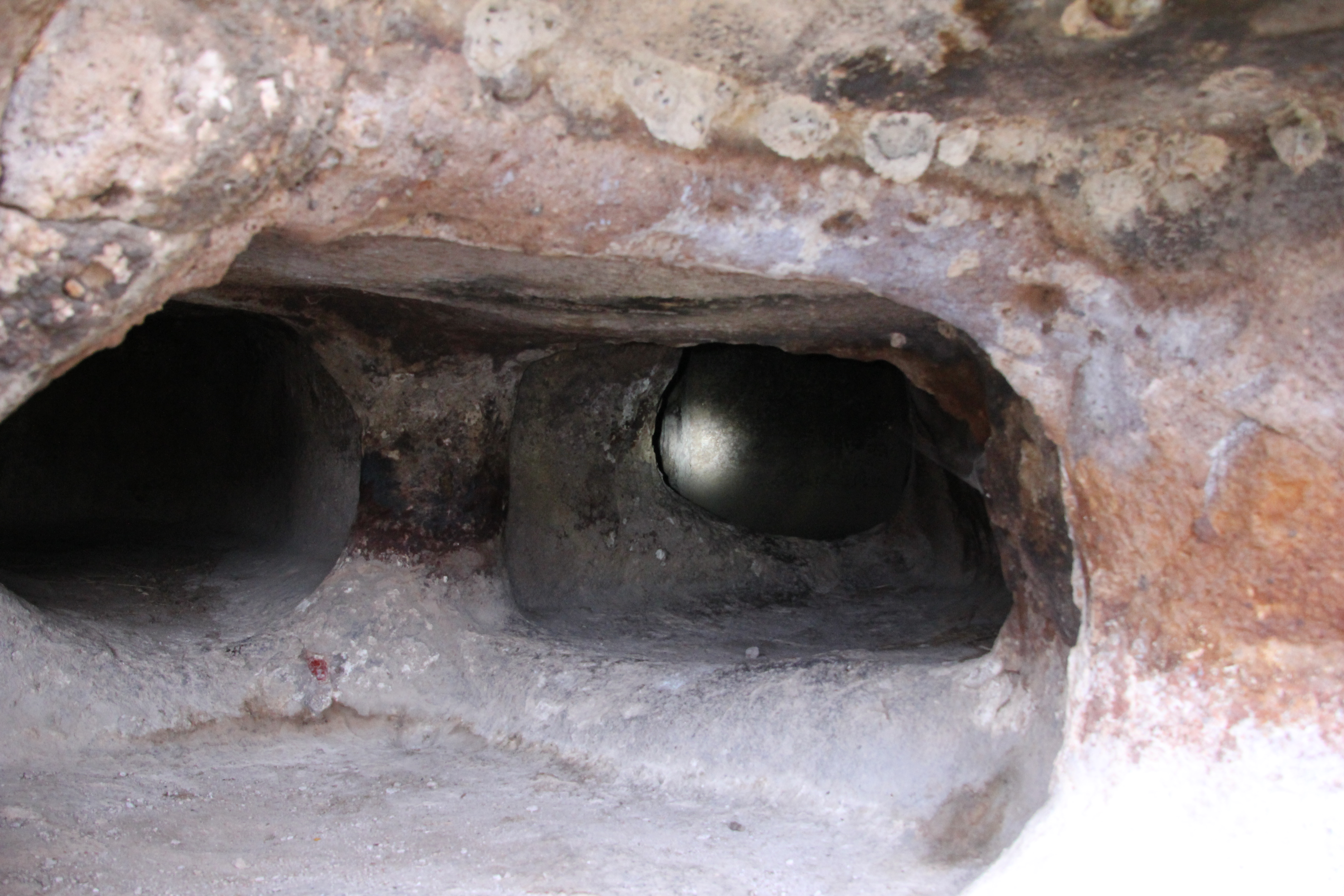
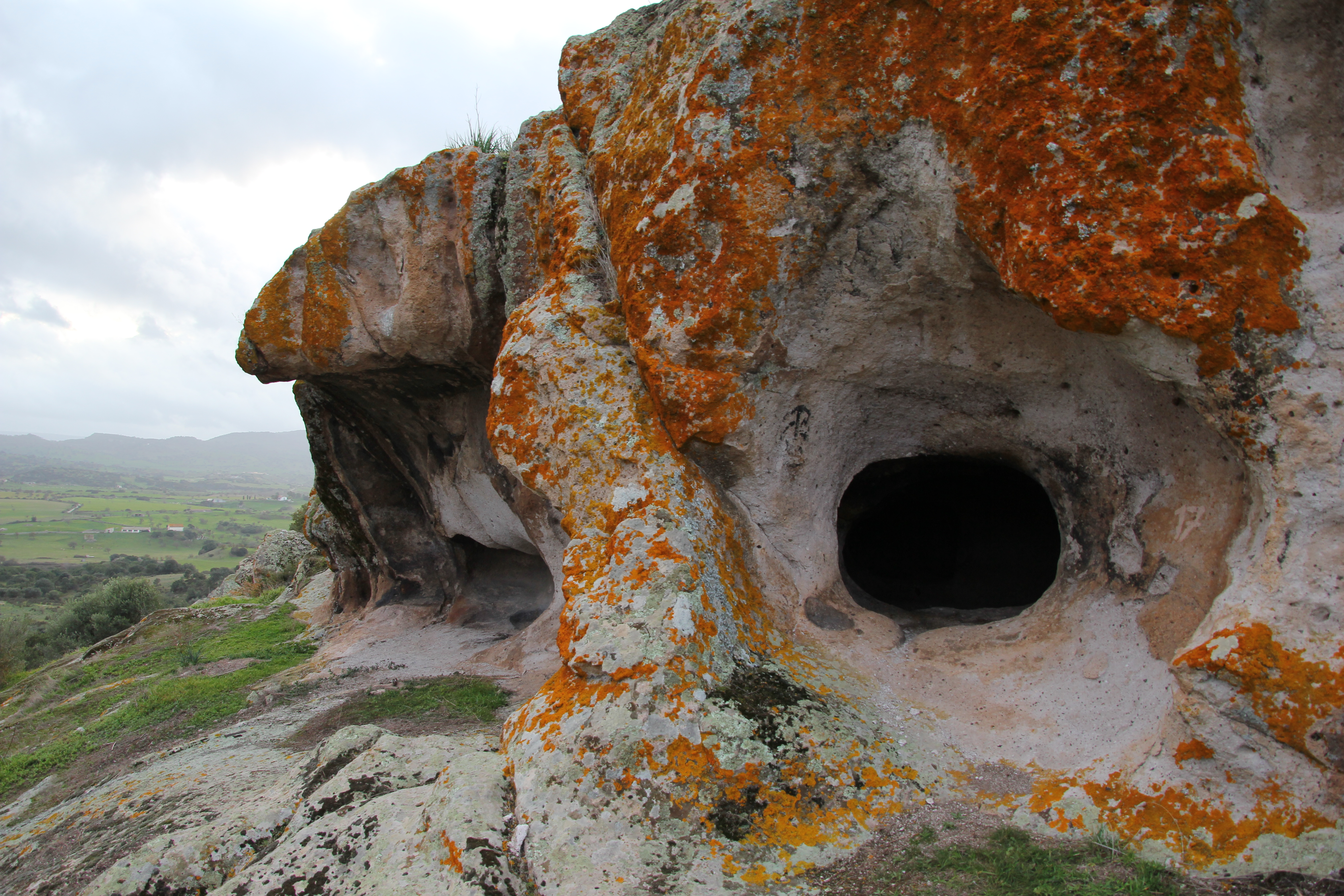
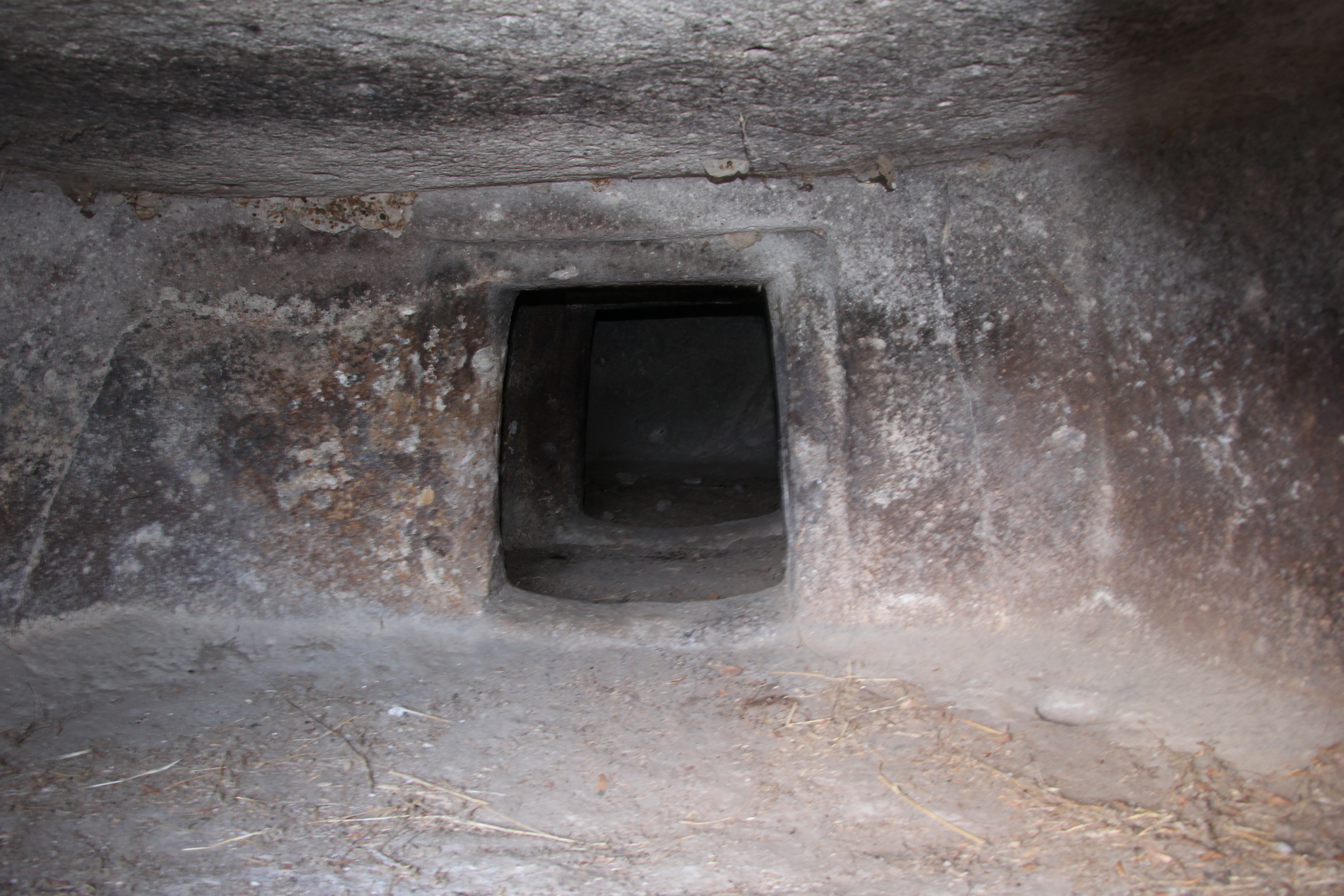